# Olympische Sommerspiele 1956/Teilnehmer (Bulgarien)
| Gelbes Symbol für Goldmedaillen mit stilisierten Olympischen Ringen | Graues Symbol für Silbermedaillen mit stilisierten Olympischen Ringen | Braundes Symbol für Bronzemedaillen mit stilisierten Olympischen Ringen |
| ------------------------------------------------------------------- | --------------------------------------------------------------------- | ----------------------------------------------------------------------- |
| 1                                                                   | 3                                                                     | 1                                                                       |

Bulgarien nahm an den Olympischen Sommerspielen 1956 im australischen Melbourne sowie den Reitspielen in der schwedischen Hauptstadt Stockholm mit einer Delegation von 48 Sportlern, 45 Männer und drei Frauen, an 31 Wettkämpfen in sieben Sportarten teil.
Seit 1896 war es die sechste Teilnahme Bulgariens an Olympischen Sommerspielen.
Jüngster Athlet war mit 20 Jahren und vier Tagen der Basketballspieler Wiktor Radew, ältester Athlet der Reiter Eloy de Menezes (58 Jahre und 41 Tage).

## Flaggenträger
Der Basketballspieler Georgi Panow trug die Flagge Bulgariens während der Eröffnungsfeier im Melbourner Olympiastadion.

## Medaillen
Mit einer gewonnenen Gold-, drei Silber- und einer Bronzemedaille belegte das bulgarische Team Platz 19 im Medaillenspiegel.

### Gold
| Name              | Sportart | Wettbewerb    |
| ----------------- | -------- | ------------- |
| Nikola Stantschew | Ringen   | Mittelgewicht |

### Silber
| Name             | Sportart | Wettbewerb        |
| ---------------- | -------- | ----------------- |
| Dimitar Dobrew   | Ringen   | Mittelgewicht     |
| Hussein Mehmedow | Ringen   | Schwergewicht     |
| Petko Sirakow    | Ringen   | Halbschwergewicht |

### Bronze
| Name                          | Sportart | Wettbewerb |
| ----------------------------- | -------- | ---------- |
| Stefan Boschkow               | Fußball  | Herren     |
| Todor Diew                    | Fußball  | Herren     |
| Georgi Dimitrow               | Fußball  | Herren     |
| Miltscho Goranow              | Fußball  | Herren     |
| Krum Janew                    | Fußball  | Herren     |
| Jordan Jossifow               | Fußball  | Herren     |
| Iwan Kolew                    | Fußball  | Herren     |
| Nikola Kowatschew             | Fußball  | Herren     |
| Manol Manolow                 | Fußball  | Herren     |
| Dimitar Milanow               | Fußball  | Herren     |
| Georgi Najdenow               | Fußball  | Herren     |
| Panajot Panajotow             | Fußball  | Herren     |
| Kiril Rakarow                 | Fußball  | Herren     |
| Gawril Stojanow               | Fußball  | Herren     |
| Stojan Ormandschiew (Trainer) | Fußball  | Herren     |

## Teilnehmer nach Sportarten

### Basketball
Herren
- Ergebnisse
Hauptrunde: Gruppe C, fünf Punkte, 242:199 Punkte, Rang zwei, für das Viertelfinale qualifiziert
65:70-Niederlage gegen Uruguay
89:58-Sieg gegen Südkorea
88:71-Sieg gegen Republik China
Viertelfinale: Gruppe B, vier Punkte, 182:224 Punkte, Rang drei, nicht für das Halbfinale qualifiziert
44:85-Niederlage gegen die Vereinigten Staaten von Amerika
56:66-Niederlage gegen die Sowjetunion
82:73-Sieg gegen Brasilien
Spiele um die Plätze fünf bis acht
80:70-Sieg gegen die Philippinen
64:52-Sieg gegen Brasilien
Rang fünf
- Kader
Atanas Atanassow
Nikolaj Ilow
Georgi Kanew
Wassil Mantschenko
Ilija Mirtschew
Georgi Panow
Ljubomir Panow
Wiktor Radew
Wladimir Sawow
Zwetko Slawow
Konstantin Totew

### Boxen
Herren
- Boris Nikolow
  - Halbmittelgewicht

Rang fünf
Runde eins: Punktsieg gegen Muhammad Safdar aus Pakistan
Viertelfinale: Punktniederlage gegen Zbigniew Pietrzykowski aus Polen

- Boschil Losanow
  - Schwergewicht

Rang neun
Runde eins: Niederlage gegen Lew Dmitrijewitsch Muchin aus der Sowjetunion durch Aufgabe in der dritten Runde

### Fußball
Herren
- Ergebnisse
Achtelfinale: kampflos ins Viertelfinale eingezogen
Viertelfinale: 6:1-Sieg gegen Großbritannien
Tore: Dimitar Milanow (3×), Iwan Kolew (2×), Georgi Dimitrow
Halbfinale: 1:2-Niederlage nach Verlängerung gegen die Sowjetunion
Tore: Iwan Kolew
Spiel um Bronze: 3:0-Sieg gegen Indien
Tore: Todor Diew (2×), Dimitar Milanow
Rang drei
- Kader
Stefan Boschkow
Todor Diew
Georgi Dimitrow
Miltscho Goranow
Krum Janew
Jordan Jossifow
Iwan Kolew
Nikola Kowatschew
Manol Manolow
Dimitar Milanow
Georgi Najdenow
Panajot Panajotow
Kiril Rakarow
Gawril Stojanow
Ilija Kirtschew, DNS
Stojan Ormandschiew, Trainer

### Gewichtheben
Herren
- Iwan Abadschiew
  - Leichtgewicht

Finale: 357,5 kg, Rang sieben
Militärpresse: 102,5 kg, Rang 15
Reißen: 117,5 kg, Rang zwei
Stoßen: 137,5 kg, Rang sechs

- Iwan Wesselinow
  - Mittelschwergewicht

Finale: 407,5 kg, Rang fünf
Militärpresse: 132,5 kg, Rang vier
Reißen: 120,0 kg, Rang sechs
Stoßen: 155,0 kg, Rang fünf

### Reiten
Herren

Vielseitigkeit Mannschaft
- Ergebnisse
Finale: Wettkampf nicht beendet (DNF)
Dressur: 402,40 Strafpunkte, Rang acht
Geländeritt: Wettkampf nicht beendet (DNF)
Springreiten: Wettkampf nicht angetreten
- Mannschaft
Raschko Fratew
Genko Raschkow
Konstantin Wenkow

Einzel
- Raschko Fratew
  - Vielseitigkeit

Finale: Wettkampf nicht beendet (DNF)
Dressur: 126,80 Strafpunkte, Rang 20
Geländeritt: Wettkampf nicht beendet (DNF)
Springreiten: Wettkampf nicht angetreten

- Krum Lekarski
  - Dressur

Finale: 396,50 Punkte, Rang 36
Punktrichter eins: 67,5 Punkte
Punktrichter zwei: 77,5 Punkte
Punktrichter drei: 82,5 Punkte
Punktrichter vier: 84,5 Punkte
Punktrichter fünf: 84,5 Punkte

- Genko Raschkow
  - Vielseitigkeit

Finale: 111,23 Strafpunkte, Rang fünf
Dressur: 146,00 Strafpunkte, Rang 37
Geländeritt: 44,77 Pluspunkte, Rang vier
Springreiten: 10,00 Strafpunkte, Rang zwei

- Konstantin Wenkow
  - Vielseitigkeit

Finale: Wettkampf nicht beendet (DNF)
Dressur: 129,60 Strafpunkte, Rang 23
Geländeritt: 400,98 Pluspunkte, Rang 38
Springreiten: Wettkampf nicht angetreten

### Ringen
Herren

Freistil
- Hussein Mehmedow
  - Schwergewicht

drei Minuspunkte nach der Finalrunde, Rang zwei 
Runde eins: Punktsieg gegen Hussain Noori aus dem Iran (3:0), ein Minuspunkt
Runde zwei: Schultersieg gegen Taisto Kangasniemi aus Finnland, ein Minuspunkt
Runde drei: gegen Iwan Wychristjuk aus der Sowjetunion nach Punkten gewonnen (3:0), zwei Minuspunkte
Runde vier: 3:0-Punktsieg gegen Kenneth Richmond aus Großbritannien, drei Minuspunkte
Runde fünf: Freilos
Finalrunde: Punktniederlage gegen Hamit Kaplan aus der Türkei (0:3)

- Mitko Petkow
  - Weltergewicht

ausgeschieden nach Runde drei mit sechs Minuspunkten
Runde eins: Schultersieg gegen Bruno Ochman aus Kanada, null Minuspunkte
Runde zwei: Punktniederlage gegen Coenraad de Villiers aus Südafrika (0:3), drei Minuspunkte
Runde drei: 0:3-Punktniederlage gegen Nabi Sorouri aus dem Iran, sechs Minuspunkte

- Nikola Stantschew
  - Mittelgewicht

vier Minuspunkte nach Runde fünf, Rang eins 
Runde eins: 3:0-Punktsieg gegen Giorgi Sergejewitsch Schirtladse aus der Sowjetunion, ein Minuspunkt
Runde zwei: Schulterniederlage gegen Kazuo Katsuramoto aus Japan, vier Minuspunkte
Runde drei: Schultersieg gegen Johann Sterr aus Deutschland, vier Minuspunkte
Runde vier: Schultersieg gegen Bengt Lindblad aus Schweden, vier Minuspunkte
Runde fünf: Schultersieg gegen Daniel Hodge aus den Vereinigten Staaten von Amerika, vier Minuspunkte

- Georgi Zajchew
  - Leichtgewicht

ausgeschieden nach Runde drei mit sechs Minuspunkten
Runde eins: Punktniederlage gegen unbekannt aus der Türkei (3:0), drei Minuspunkte
Runde zwei: Freilos
Runde drei: Schulterniederlage gegen Alimbek Borissowitsch Bestajew aus der Sowjetunion, sechs Minuspunkte

Griechisch-Römisch
- Dimitar Dobrew
  - Mittelgewicht

drei Minuspunkte nach der Finalrunde, Rang zwei 
Runde eins: Schultersieg gegen Branislav Simić aus Jugoslawien, null Minuspunkte
Runde zwei: Freilos, null Minuspunkte
Runde drei: Punktsieg gegen Viljo Punkari aus Finnland (2:1), ein Minuspunkt
Runde vier: 1:2-Punktniederlage gegen Giwi Kartosia aus der Sowjetunion, drei Minuspunkte
Finalrunde: Punktsieg gegen Rune Jansson aus Schweden (3:0)

- Hussein Mehmedow
  - Schwergewicht

ausgeschieden nach Runde zwei mit vier Minuspunkten
Runde eins: 3:0-Sieg gegen Taisto Kangasniemi aus Finnland, ein Minuspunkt
Runde zwei: Schulterniederlage gegen Wilfried Dietrich aus Deutschland, vier Minuspunkte

- Dinko Petrow
  - Bantamgewicht

ausgeschieden nach Runde drei mit sechs Minuspunkten, Rang sechs
Runde eins: Punktsieg gegen Edvin Vesterby aus Schweden (2:1), ein Minuspunkt
Runde zwei: 3:0-Punktsieg gegen Omer Vercouteren aus Belgien, zwei Minuspunkte
Runde drei: Schulterniederlage gegen Konstantin Grigorjewitsch Wyrupajew aus der Sowjetunion, fünf Minuspunkte

- Mitko Petkow
  - Weltergewicht

ausgeschieden nach Runde zwei mit vier Minuspunkten
Runde eins: Punktsieg gegen Oddvar Vargset aus Norwegen (3:0), ein Minuspunkt
Runde zwei: Schulterniederlage gegen Mithat Bayrak aus der Türkei, vier Minuspunkte

- Petko Sirakow
  - Halbschwergewicht

vier Minuspunkte nach der Finalrunde, Rang zwei 
Runde eins: Punktniederlage gegen Walentin Wladimirowitsch Nikolajew aus der Sowjetunion (0:3), drei Minuspunkte
Runde zwei: 2:1-Punktsieg gegen Adil Atan aus der Türkei, vier Minuspunkte
Runde drei: Schultersieg gegen Dale Thomas aus den Vereinigten Staaten von Amerika, vier Minuspunkte
Runde vier: Schultersieg gegen Robert Steckle aus Kanada, vier Minuspunkte
Finalrunde: gegen Karl-Erik Nilsson aus Schweden nach Punkten gewonnen (3:0)

- Dimitar Stojanow
  - Leichtgewicht

acht Minuspunkte nach Runde fünf, Rang fünf
Runde eins: Punktsieg gegen Olle Anderberg aus Schweden (3:0), ein Minuspunkt
Runde zwei: 3:0-Punktsieg gegen Jay Thomas Evans aus den Vereinigten Staaten von Amerika, zwei Minuspunkte
Runde drei: Punktniederlage gegen Kyösti Lehtonen aus Finnland (0:3), fünf Minuspunkte
Runde vier: gegen Bartolomäus Brötzner aus Österreich nach Punkten gewonnen (3:0), sechs Minuspunkte
Runde fünf: Punktniederlage gegen Rıza Doğan aus der Türkei (1:2), acht Minuspunkte

### Turnen
Damen
- Iwanka Dolschewa
  - Einzelmehrkampf

Finale: 72,133 Punkte (35,600 Punkte Pflicht – 36,533 Punkte Kür), Rang 19
Bodenturnen: 17,800 Punkte (8,800 Punkte Pflicht – 9,000 Punkte Kür), Rang 44
Pferdsprung: 18,100 Punkte (8,900 Punkte Pflicht – 9,200 Punkte Kür), Rang 27
Schwebebalken: 17,866 Punkte (8,800 Punkte Pflicht – 9,066 Punkte Kür), Rang 26
Stufenbarren: 18,366 Punkte (9,100 Punkte Pflicht – 9,266 Punkte Kür), Rang 14

- Saltirka Spassowa
  - Einzelmehrkampf

Finale: 70,966 Punkte (35,466 Punkte Pflicht – 35,500 Punkte Kür), Rang 36
Bodenturnen: 18,100 Punkte (9,000 Punkte Pflicht – 9,100 Punkte Kür), Rang 30
Pferdsprung: 18,000 Punkte (8,900 Punkte Pflicht – 9,100 Punkte Kür), Rang 35
Schwebebalken: 16,833 Punkte (8,700 Punkte Pflicht – 8,133 Punkte Kür), Rang 54
Stufenbarren: 18,033 Punkte (8,866 Punkte Pflicht – 9,166 Punkte Kür), Rang 27

- Zwetanka Stantschewa
  - Einzelmehrkampf

Finale: 71,266 Punkte (35,100 Punkte Pflicht – 36,166 Punkte Kür), Rang 33
Bodenturnen: 18,133 Punkte (9,066 Punkte Pflicht – 9,066 Punkte Kür), Rang 25
Pferdsprung: 17,800 Punkte (8,933 Punkte Pflicht – 8,866 Punkte Kür), Rang 46
Schwebebalken: 17,566 Punkte (8,366 Punkte Pflicht – 9,200 Punkte Kür), Rang 33
Stufenbarren: 17,766 Punkte (8,733 Punkte Pflicht – 9,033 Punkte Kür), Rang 35

Herren
- Welik Kapsasow
  - Einzelmehrkampf

Finale: 110,75 Punkte (55,20 Punkte Pflicht – 55,55 Punkte Kür), Rang 19
Barren: 18,50 Punkte (9,20 Punkte Pflicht – 9,30 Punkte Kür), Rang 24
Bodenturnen: 18,15 Punkte (9,00 Punkte Pflicht – 9,15 Punkte Kür), Rang 33
Pferdsprung: 18,25 Punkte (9,10 Punkte Pflicht – 9,15 Punkte Kür), Rang 36
Reck: 18,75 Punkte (9,40 Punkte Pflicht – 9,35 Punkte Kür), Rang 13
Ringe: 18,45 Punkte (9,20 Punkte Pflicht – 9,25 Punkte Kür), Rang 20
Seitpferd: 18,65 Punkte (9,30 Punkte Pflicht – 9,35 Punkte Kür), Rang 16

- Stojan Stojanow
  - Einzelmehrkampf

Finale: 107,05 Punkte (52,80 Punkte Pflicht – 54,25 Punkte Kür), Rang 45
Barren: 18,50 Punkte (9,35 Punkte Pflicht – 9,15 Punkte Kür), Rang 24
Bodenturnen: 17,90 Punkte (8,80 Punkte Pflicht – 9,10 Punkte Kür), Rang 41
Pferdsprung: 18,35 Punkte (9,15 Punkte Pflicht – 9,20 Punkte Kür), Rang 28
Reck: 18,80 Punkte (9,35 Punkte Pflicht – 9,45 Punkte Kür), Rang zehn
Ringe: 15,65 Punkte (7,05 Punkte Pflicht – 8,60 Punkte Kür), Rang 54
Seitpferd: 17,85 Punkte (9,10 Punkte Pflicht – 8,75 Punkte Kür), Rang 16

- Mintscho Todorow
  - Einzelmehrkampf

Finale: 106,20 Punkte (52,65 Punkte Pflicht – 53,55 Punkte Kür), Rang 47
Barren: 18,00 Punkte (9,10 Punkte Pflicht – 8,90 Punkte Kür), Rang 40
Bodenturnen: 18,80 Punkte (9,35 Punkte Pflicht – 9,45 Punkte Kür), Rang sechs
Pferdsprung: 18,35 Punkte (9,05 Punkte Pflicht – 9,30 Punkte Kür), Rang 28
Reck: 18,10 Punkte (9,00 Punkte Pflicht – 9,10 Punkte Kür), Rang 39
Ringe: 15,55 Punkte (7,65 Punkte Pflicht – 7,90 Punkte Kür), Rang 55
Seitpferd: 17,40 Punkte (8,50 Punkte Pflicht – 8,90 Punkte Kür), Rang 49